# بوبي واين
بوبي واين (بالإنجليزية: Bobby Wine)‏ هو لاعب كرة قاعدة أمريكي، ولد في 17 سبتمبر 1938 في نيويورك في الولايات المتحدة.

## وصلات خارجية
- بوبي واين على موقع دوري كرة القاعدة الرئيسي (الإنجليزية)
- بوبي واين على موقعبيزبول رفرنس.كوم (الدوري الرئيسي) (الإنجليزية)
- بوبي واين على موقعبيزبول رفرنس.كوم (الدوري الثانوي) (الإنجليزية)
- بوبي واين على موقع إي إس بي إن.كوم (أم.أل.بي) (الإنجليزية)
- بوبي واين على موقع مشجعي الرسوم البيانية (الإنجليزية)